# パッシング

ハイビームが点灯していることを示す典型的なダッシュボードアイコン

パッシング（和製英語）とは自動車の運転中に、ヘッドライトを短時間ハイビームで点灯する、または一時的にハイビームとロービームを切り替えることで、他のドライバーとコミュニケーションを図る方法をいう。後述の通り英語でのPassingは追い抜く、通り過ぎる、物を渡すなどの意味で、光を点滅させるという意味はない。また英語では英語: headlight flashingと表現される。
一般的に、ヘッドライトスイッチレバーを手前に引くことでヘッドライトは一時的にハイビームを点灯し、操作レバーを離すと消灯、もしくはロービームに戻る。これを1回、または2回操作することで「パッシング」の合図となる。
日本での過度なパッシングはあおり運転として罰則が適用されることがある。

## 使われ方
本来は、英語の「passing」の「追い越し・追い抜き」意から、自車が先行車に追い付いた際に「先に行きたいので進路を譲って欲しい」という意思表示として使用される。この行為は法律に基づくものではなく、ドライバー同士のコミュニケーション方法として派生的に広がったと考えられている。
上記以外にも、サンキューハザードのように、運転者同士がコミュニケーションを交わすための合図として、本来の意味とは異なる使われ方をすることがある。
- 道を譲るとき（例：対向右折車に進路を譲る、合流時に自車の前を譲る等）[1][2]。
- 感謝の意思を伝えるとき（対向車に進路を譲ってもらった場合など）[1][2]。
- 前照灯が眩しいことを対向車に警告するとき[1][2]。
- 前照灯の消し忘れや点け忘れを対向車に知らせるとき[1][2]。
- 道を譲りたくないとき（例：対向右折車の無理な右折をさせたくないとき、合流時の無理な割り込みを制する等）[1]。
- 無理な割り込みや停車などに対して抗議するとき[1]。
- 発見した異変（何らかの危険や交通取り締まりなど）を対向車に知らせるとき[1][2]。
- 旅客運送車両であれば、車内で発生している喫緊の事案（バスジャックなど）を車外に知らせるとき[1]。
- 歩行者の存在を知らせるとき（横断歩道など）[1][6]。
- 自動車レースでは、オーバーテイクを行うことを先行車に伝えるとき[要出典]。

上記のように多様な意味を持つため、意味の取り違えから事故やトラブルにつながることがある。例えば、対向車に対して本来の意味である「先に行きたい」のつもりでパッシングを行ったら「道を譲る」と意味を取り違えられて衝突事故をおこしてしまう、事業所の社則や地域的もしくは自主的な取り組みでなどで昼間点灯している対向車への執拗なパッシングからトラブルになる、などが挙げられる。
また、地域によっても異なる意味で使用することがあり、対向車に対してのパッシングは関東地方では「道を譲る」意味で使われることが多く、関西地方では「自分が先に行く」意味で使われることが多いとされる。

## 海外での使用や法律

### オーストラリア
クイーンズランド州では、速度違反などの交通取締りを運転者に知らせるためにパッシングを行うことは違法であり、30ドルの罰金と1点の減点、または法廷で異議申し立てに失敗した場合は1,500ドルの罰金が科せられる。警察官はパッシングをヘッドライトの不適切な使用として罰金を科したり、警察業務を妨害したとして逮捕・起訴することもある。
ニューサウスウェールズ州では、一般の運転者がパッシングを行うことは、緊急目的や追い越しの直前を除き全て違法である。

### バングラデシュ
道路が狭く車線の規律が緩いバングラデシュでのパッシングは一般的で、バスやトラックなどの大型車が小型車に自車の存在を知らせ、道路脇に移動するなどして道を空けるよう促すために行われる。

### カナダ
オンタリオ州ではヘッドライトを交互に点滅させることを禁止しているが、パッシングは禁止していない。この法律を根拠に、パッシングを理由に検挙された者が法廷において「この法律は緊急車両や法執行機関の車両になりすますための交互点滅を禁止しているのであり、ドライバー同士の意思疎通のためのパッシングは規制していない」と主張した事例もある。オンタリオ州で交互点灯のヘッドライトを扱う条文は道路交通法の第169条、夜間のハイビームを不適切に使用することを違反とする条文は道路交通法の第168条で定められている。

### インド
インドでのパッシングは、「先に行かせてくれ」という合図としてよく使われる。
この他、1台しか通れないような狭い道路で対向車に停車など道を譲るための行動を指示するためにも使用される。

### ジャマイカ
2008年、ジャマイカで最重要指名手配犯の1人が対向車からパッシングされたことで、最も可能性が高いとされていた逃走ルートに設置されていた検問所を迂回するという事態が発生した。パッシングをした対向車のドライバーは、警察から「知らず知らずのうちに犯罪行為を助長する可能性がある」という警告を受けた。

### フィリピン
フィリピンでのパッシングは、運転者が自分の存在を歩行者に知らせ、それを知った歩行者は、その場に留まる必要がある。これは、最初にパッシングした人が先に通るというのが当たり前という理解によるものである。

### イギリス
道路交通法では「パッシングは、他の運転者に自車の存在を知らせるためだけに使用し、他の運転者をあおる目的で使用してはならない」と定められている。
イギリスでのパッシングは、自車が先行する際の合図として使用される。ただし、このような使用方法は他の運転者が合図に気づかなかった際に事故を招く可能性があるため、推奨されていない。
また、「Flash-for-Cash」と呼ばれる詐欺行為も横行している。これは、犯罪者がパッシングで他のドライバーをジャンクションから降ろし、そこに故意に衝突して「むち打ち症になった」と訴え、不正に保険金請求を行うものである。